# 吾隘镇
吾隘镇，是中华人民共和国广西壮族自治区河池市南丹县下辖的一个乡镇级行政单位。

## 行政区划
吾隘镇下辖以下地区：
江河社区、吾隘村、塘谋村、独田村、纳定村、思河村、凡里村、昌里村、那地村、纳弯村、德竹村、古兰村和同贡村。